# Société de transport de Salaberry-de-Valleyfield
 (décembre 2019).
La Société de transport de Salaberry-de-Valleyfield (STSV), auparavant Taxibus Salaberry-de-Valleyfield, est la société qui exploite les transports en commun à Salaberry-de-Valleyfield, à savoir le service d'autobus, de taxibus et de transport adapté. Elle fut créée formellement en 2000. Aujourd'hui, la société exploite deux lignes d'autobus, soit entre Salaberry-de-Valleyfield et la gare Vaudreuil, ainsi qu'entre Salaberry-de-Valleyfield et Beauharnois. Elle opère également un important service de taxibus inter-municipal, composé de plus de 500 arrêts sur le territoire des municipalités de Salaberry-de-Valleyfield, de Coteau-du-Lac, des Coteaux et de Saint-Zotique.
Il y a actuellement 4 points de service.
L’usager qui utilise le transport collectif a accès à près de 500 arrêts dans Salaberry-de-Valleyfield (commerces, hôpitaux, soins de santé, écoles, garderies, centres culturels, centres d’hébergement, résidences pour retraités). Un arrêt est disponible tous les 500 mètres dans la ville.
66 758 personnes ont été déplacées en 2018 soit une hausse de 18 % par rapport à 2017.
Depuis le 21 janvier 2019, la STSV dessert la ligne de transport Valleyfield-Vaudreuil, communément appelé le circuit 99. Auparavant, ce service était assuré par exo,.
En novembre 2019, Taxibus Valleyfield a lancé sa nouvelle image de marque et a changé de nom pour Société de transport de Salaberry-de-Valleyfield.
Depuis le 1er janvier 2021, la STSV opère la desserte Valleyfield-Beauharnois, auparavant assurée par exo.

## Tarification
| Titre                                               | Tarif résident | Tarif non-résident |
| --------------------------------------------------- | -------------- | ------------------ |
| Aller simple dans un même secteur                   | 4,50$          | 8,25$              |
| Aller simple changement de secteur de 5 km et moins | 4,50$          | 8,25$              |
| Aller simple changement de secteur 5 km et plus     | 6,00$          | 8,25$              |
| Aller simple changement de secteur 10 km et plus    | 7,25$          | 8,25$              |
| Laissez-passer mensuel                              | 110,00 $       | 170,00 $           |

| Titre           | Tarif régulier | Tarif réduit |
| --------------- | -------------- | ------------ |
| Aller simple    | 7,25$          | 4,25$        |
| 10 passages     | 59,50$         | 35,75$       |
| Passe mensuelle | 148,00$        | 88,50$       |